# 新町地区 (徳島市)
新町地区（しんまちちく）は、徳島県徳島市中心街南西部に位置する行政上の地区である。

## 地理
徳島駅から南西、新町川から眉山北東部までを占める。北東は新町川を挟んで内町地区と、北西は佐古川を挟んで佐古地区と、南東は県道136号付近で西富田地区・東富田地区と、南西は眉山山中で八万地区と接している。
徳島駅前から新町橋を経て眉山ロープウェイ乗り場まで北東～南西に伸びる「新町橋通り」がメインストリートで、道沿いは新町橋（地名）となっている。それに直交する北西〜南東の道路が江戸時代の町屋から続く街路で、北東（徳島駅に近い側）から順に
- 船場町（西船場町・東船場町）
- 新町（西新町・東新町）
  - 籠屋町（新町橋通りには面さず東新町から枝分かれ）
- 南新町（南東側のみ。かつては北西側に南新町西があった）
- 大工町（西大工町・東大工町）
- 山手町（西山手町・東山手町）、および西山手町のさらに北西に寺町

がそれぞれ通り沿いに延びている（新町橋通りから北西に伸びる街路が「西」、南東に延びる街路が「東」と名づけられている）。
新町地区の南縁には同様の構造のやや小さな町並みがあり、徳島駅前から両国橋を経て延びる「両国橋通り」沿いに両国橋（地名）が、それから西に交わる街路沿いに銀座・富田町・紺屋町がある。
基本的に小規模な商店からなる商店街地区だが、眉山山麓の山手町・寺町には寺社が並ぶ。江戸時代に集められた寺社だが、現在の建物のほぼ全ては戦災で焼失し戦後に再建されたものである。
眉山自体は眉山町に属する。

## 歴史
蜂須賀家政姿勢下で町屋としての整備が始まった。商人のほか職人も多く住み、現在の大工町・紺屋町・籠屋町のような地名にその名残がある。
徳島駅が開設すると、駅前から伸びる新町橋通りがメインストリートとなり、商店地区として発展した。
しかし、1983年の徳島そごう（現そごう徳島店）を初めとして徳島駅前に大規模商業施設が次々と開店したこと、1998年の明石海峡大橋開通により神戸・大阪への買い物が増えたことにより、新町地区への人の流れが減り、衰退するようになった。

## 商業
新町地区は、JR徳島駅のある内町地区とともに、徳島市の中心市街地を構成している。藩政時代から商業地区としての歴史を持ち、県下最大の百貨店である丸新百貨店が立地するなど、長らく徳島県下最大の繁華街として繁栄した。しかし、1983年（昭和58年）に徳島そごう（現そごう徳島店）をキーテナントとした徳島駅前再開発ビルアミコビルの開業後で人の流れが変わり、内町地区のほうが賑わうようになった。新町地区でも再開発による活性化が計画されたものの、バブル崩壊後の不況で頓挫し、その後丸新の閉店、映画館の閉館など、大型施設がの閉鎖が相次ぎ、さらに1998年（平成10年）に明石海峡大橋後、関西に消費の流出、郊外店の増加などの原因が重なって、大きく衰退するに至っている。

### 商業地区としての歴史
近代以前
藩政時代には町人相手の商店が立ち並ぶ地区であり、当時は西新町のほうが栄えていたが、明治に入ると東新町商店街が栄えるようになり、内町地区をしのいで徳島県一、西日本でも有数の繁華街へと成長していった。
丸新百貨店の開店
昭和に入ると、東京、大阪の大手百貨店による出張販売会が頻繁に行われるようになり、百貨店進出を警戒した地元商店主や資本家が中心となって、同9年、東新町商店街に鉄筋コンクリート5階建ての丸新百貨店（当初は新町百貨店）が開店した。翌年には一楽屋百貨店も開店（徳島空襲後、廃業）し、激しい競争が繰り広げられた。この当時東新町商店街は既にアーケード街化されており、流行品もいち早く手に入る最先端の商店街であった。
終戦から高度経済成長期まで
1945年（昭和20年）の徳島空襲で、市街地は壊滅し、新町地区も丸新を除いて全て消失した。これにより、江戸時代から残っていた歴史ある街並みも完全に消滅し、新たな都市計画に基づいたまちづくりが行われることとなった。新町地区では、若手商店主による積極的な復興活動が行われ、昭和20年代後半には、戦前並みの賑わいが戻ってきた。また、西新町は四国でも随一の規模を誇る繊維卸業者の集まる地区として発展していった。
それに続く高度経済成長期には、売り上げ、歩行者通行量ともに右肩上がりに増加し、丸新も3度にわたる増床を行った。1971年（昭和46年）には籠屋町商店街に大手スーパーのダイエー徳島店、東新町商店街にファッションビルの「サカエヤ」（現在のキョーエイが経営）が相次いで開店し、映画館の増設、拡張も加わって、その繁栄は頂点に達した。このころ1976年（昭和52年）の東新町の歩行者通行量は平日17697人、休日は30581人であり、これは現在の通行量の約20倍にのぼる（徳島市中心商店街通行量調査結果報告書より）。流行の商品、最新の文化を得られる街として、鉄道、バスを利用して県内のほぼ全域から人々が集まった。新町地区の小売店のなかからは、豊富な資金と知名度を背景にして多店舗化を進め、市郊外のロードサイド店や、県内一円に店を出すものも現れ、新町地区は、現在徳島の地場資本となっている企業を育む土壌にもなった。イーオン、ジオスの前身である英会話教室「アンビック」が西新町に生まれたのは、1972年（昭和47年）のことである。丸新も徳島飛行場、鳴門、鴨島、阿南、脇町、池田など県内一円に支店や出張所の設置、南末広町への流通センターの建設といった積極的な事業展開をおこない、全国の百貨店で開催される催事の徳島会場を一手に担うなど、徳島県随一の百貨店として繁栄した。
再開発構想と内町地区のアミコビル開業
しかし、昭和40年代には、モータリーゼーションや郊外店の増加による新町地区を中心としてきた徳島市の商業環境の崩壊が懸念され始め、郊外店への対抗と、さらなる発展のために地区の再開発を求める声があがり始めた。 1972年（昭和47年）に徳島商工会議所がまとめた「徳島商業近代化計画」で、中心市街地を駅前地区と新町地区の、2つの核として整備、競合させることにより発展させるといういわゆる「2眼レフ構想」が発表され、これを契機として、徳島市や地元商店街、丸新などが主体となり、新町の核をつくることを目的として「新町ペンタゴン再開発計画」が持ち上がった。「ペンタゴン」は新町橋通り、大工町、紺屋町シンボルロード、両国橋南商店街と、新町川南岸（現在のしんまちボードウォーク）に囲まれた5角形の区域（東新町、籠屋町、銀座商店街は全て区域内に収まる。）であり、新町地区の繁華街のほぼ全域に相当する。ここを一挙に再開発することで、丸新の拡張、新しいショッピングロード、映画館、大手ホテル、マンション、飲食店街、公園、立体駐車場などの整備を一気に実現させようというものであった。
この頃、内町地区の核として持ち上がった徳島駅前西地区の再開発計画が、山本潤造市長（当時）の後押しと、半分以上の用地が市有地の内町小学校であったことから新町の計画よりも先行して進んでいた。計画には、本格的な都市型百貨店を誘致することが盛り込まれており、これに対して新町地区の商店主からは反発の声が上がり、1979年7月に、市内の小売業者ら約千人による西新町から市役所までデモ行進をおこなわれた。その一方、大型百貨店の進出で経営基盤が揺らぐことを警戒した丸新が、キーテナントとして名乗りを挙げるなどの問題も生じた（そごう徳島店の項参照。）結局、駅西地区の再開発は、大手百貨店の「そごうをキーテナントとすることで決着し、丸新は新町にとどまり、そごうに対抗して新町の再開発に社運をかけることとなった。しかし、丸新や地元商店単独では大規模な再開発を行うだけの力はなく、また、1981年（昭和56年）春、郊外型大型ショッピングセンターの徳島リバーシティ（ジャスコがメイン。南末広町）、ニチイ徳島店（のちの徳島サティ、万代町）の相次ぐ開店、沖浜などへの郊外店の進出により、賑わいに陰りが見え始めていたことから、丸新は当時西日本への出店に力を入れていた西武百貨店と資本提携し、西武を中心として大規模再開発の実現を目指すこととなった。
1983年10月、徳島駅西地区再開発ビルは、徳島駅前再開発ビルアミコビルとしてオープンした。徳島そごう（現そごう徳島店）は、当時四国の百貨店で最大の店舗面積を誇り、「徳島が生んだ四国最大の百貨店」というキャッチフレーズのもと、開店日には約15万人の買い物客が押し寄せた。
アミコビルオープン、再開発頓挫、丸新閉店
アミコビルオープン後は人の流れが変わり、東新町よりも徳島駅前の方が賑わう様になり始めた。1985年（昭和60年）には、これまで新町地区が圧倒的に上回っていた年間小売販売額を内町地区に初めて抜かれ、その後は現在に至るまで差が開く一方になった。丸新は、店舗面積が3倍以上あるそごうの圧倒的な品揃えに太刀打ちできず、また、これまで毎年丸新で行われていた催事をそごうに奪われるなど苦境に立たされた。西武百貨店の支援を受けて店舗の改装を行ったが、バブル景気の一時期を除いて売上は下がり続け、県内各地の出張所を閉鎖するなど事業縮小を余儀なくされた。頼みの再開発計画は、バブル景気只中の1988年に準備組合が設立したものの、その数年後のバブル崩壊と不況により停滞、1993年（平成5年）には西武百貨店が事業からの撤退を決めたため、事実上頓挫し、しんまちボードウォークの建設と、アーケードの改築が施されるにとどまった。同年、JR四国最大の駅ビルである徳島駅ビルが開業し、内町地区への客の流出はさらに加速、1995年（平成7年）3月、ついに丸新は閉店に追い込まれた。後継テナントはなく、敷地は阿波銀行が取得し、東新町商店街に面した丸新本館は取り壊されて広場になり、新館は阿波銀プラザとして残った。
なお、丸新自体は倒産したわけではなく、負債を残すこともなかった。（徳島新聞朝刊平成7年2月の社会面特集「まるしん閉店の波紋」より）丸新は徳島飛行場の売店「丸新空港店」で、現在も営業を行なっている。
丸新閉店後
大きな核であった丸新を失ったのち、新町地区の衰退はさらに進み、2001年（平成13年）に徳島県初のシネマコンプレックスを備えたフジグラン北島が開店すると、新町地区にあった映画館は次々に閉館、2005年11月には、ダイエー徳島店及び徳島東宝が閉館したのを最後に、新町地区から映画館と大手スーパーが全て消滅することになった。東新町商店街の通行量は著しく減少し、昭和40年代の20分の1にまで落ち込んだ。空き店舗が増加し、取り壊された建物の跡地がコインパーキング化するなど、空洞化が目立っている。

### 現状
- 各商店街では、日曜市といったイベントの開催や、空き店舗を利用した市営の託児所や大学のカルチャースペースの誘致が行われ、衰退に歯止めをかけようと対策が行われている。また、ダイエー徳島店跡地などの空きスペースには都市型マンションが次々と建設されており、居住人口の増加も期待されている。マンション1階の商店街側は店舗テナントとなり、ダイエー跡マンションの1階には地元スーパーの「がんばり屋」（末広町）が出店した[2]。

- しんまちボードウォークでは、2010年（平成22年）から「とくしまマルシェ」が開催され、また紺屋町シンボルロードでは、徳島わくわく日曜市が開催されるようになり、いずれも人気を集め、開催日には新町地区の歩行者通行量が増加するなどの効果がみられる。

- 2012年（平成24年）3月、アニメーション映画を中心に上映する常設の映画館「ufotable CINEMA」が、東新町商店街にオープンした。これにより、7年ぶりに映画館が新町地区に復活することとなった。

- 西新町を中心とする新町西地区では、徳島市の建設する音楽・芸術ホール・高層マンション（老朽化した徳島市立文化センターの後継ホール）を中心とする再開発計画が持ち上がっている。(2017年着工予定)一方、徳島商工会議所などが入居する徳島経済センターが、建物の老朽化を理由に2012年（平成24年）2月、南末広町に移転し、跡地の利用方法が問題となっている[2]。

## 町番
- 銀座
- 両国橋
- 富田町 1〜2丁目
- 紺屋町
- 東船場町 1〜2丁目
- 西船場町 1〜5丁目
- 籠屋町 1〜2丁目
- 東新町 1〜2丁目
- 西新町 1〜5丁目
- 南新町 1〜2丁目
- 新町橋 1〜2丁目
- 東大工町 1〜3丁目
- 西大工町 1〜5丁目
- 東山手町 1〜3丁目
- 西山手町
- 寺町
- 眉山町 天神山・大滝山・茂助ヶ原

## 教育機関
- 徳島市新町小学校
- 徳島市新町幼稚園

## 本社を置く企業
- 阿波銀行
- 徳島信用金庫
- タカラ

## 交通

### 道路
- 一般国道
- 国道438号

都道府県道
- 徳島県道136号宮倉徳島線

## 施設

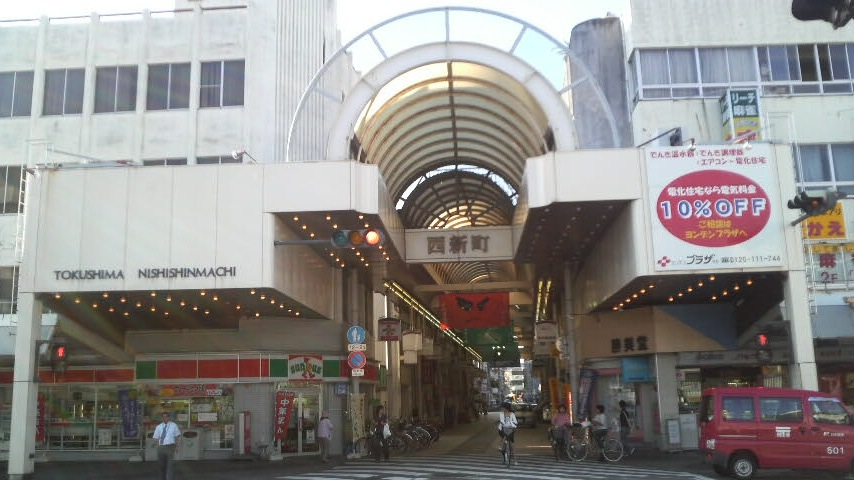
西新町商店街

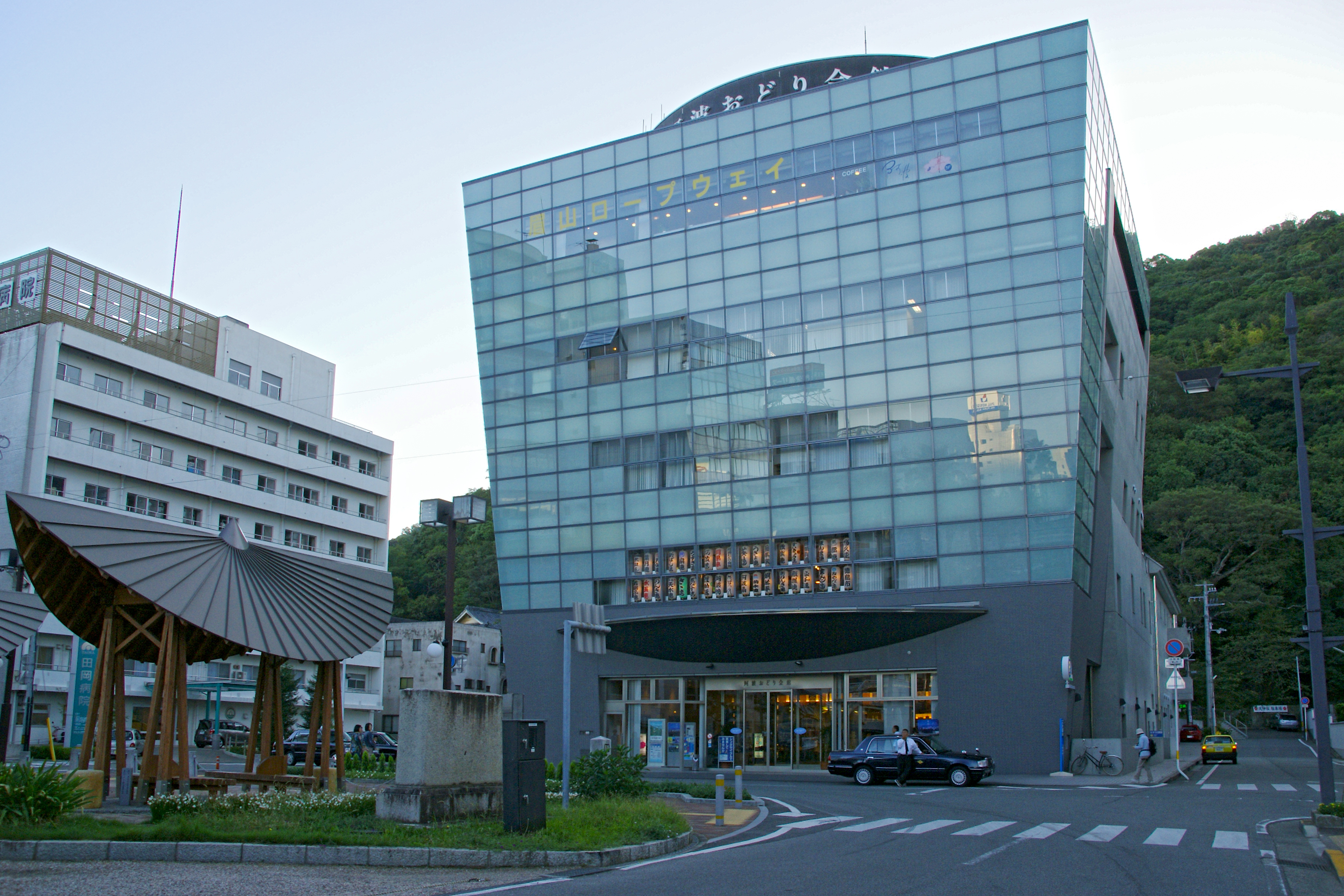
阿波踊り会館（ロープウェイ乗り場）と眉山山麓

### 公共施設
- 徳島商工会議所(徳島経済センター)
- 阿波おどり会館
  - 眉山ロープウェイ
- 阿波銀プラザ

### 公園
- しんまちボードウォーク - 光の八十八ヶ所めぐり選定。平成10年度手づくり郷土賞受賞
- 新町川水際公園 - 生活を支える自然の水三十選、四国のみずべ八十八カ所、光の八十八ヶ所めぐり選定。平成2年度手づくり郷土賞（生活を支える自然の水）受賞。
  - ひょうたん島一周遊覧船 - 日本で唯一の無料遊覧船。とくしま市民遺産、美しい日本の歩きたくなるみち500選選定。
- 眉山公園
  - モラエス館
  - パゴダ平和記念塔

### 商業施設
- 国際東船場113ビル - 光の八十八ヶ所めぐり選定。
- アクティ21

商店街
- 西新町商店街
- 東新町商店街
- 籠屋町商店街
- 銀座商店街
- 両国橋南商店街
- 両国本町商店街

### 名所
- 白糸の滝
- 錦竜水 - 眉山湧水群・とくしま水紀行50選1-4番・とくしま市民遺産指定。
- 旧高原ビル - 国の登録有形文化財。とくしま市民遺産選定。

### 社寺・旧跡
- 徳島眉山天神社
- 三島神社 - 境内の狛犬が徳島市の有形文化財指定。
- 春日神社
- 瑞巌寺
- 滝薬師
- 来福寺
- 慈船寺
- 東光寺 - 写楽の墓があると伝わる。
- 安住寺
- 善福寺 - 阿波西国三十三観音霊場2番札所。
- 般若院 - 阿波秩父観音霊場番外札所。
- 願成寺 - 徳島七福神霊場・大黒天。
- 東宗院 - 新四国曼荼羅霊場78番札所。
- 源久寺
- 還国寺
- 浄智寺
- 妙長寺
- 壽量寺
- 長善寺
- 本行寺
- 妙永寺
- 善学寺
- 妙典寺
- 元勝寺
- 本覚寺
- 敬台寺

### かつて存在した施設
- 大滝山三重塔

## 出身者
- 多田小餘綾 - 歌手
- 林鼓浪 - 日本画家